# James Cameron's Avatar: The Game
James Cameron's Avatar: The Game es un videojuego de acción en tercera persona de 2009, precuela de la película de James Cameron del mismo título. El juego fue desarrollado por Ubisoft Montreal y lanzado para las plataformas Xbox 360, PlayStation 3, PC, Wii y Nintendo DS el 1 de diciembre de 2009, y una versión de PSP fue lanzada más tarde, el 8 de diciembre de 2009. Ubisoft anunció que el juego utilizaría la misma tecnología que el film para ser visualizado en 3D estereoscópico. En una entrevista para Nintendo Power, se declaró que la versión de Wii utilizaría el motor Jade de Ubisoft. A fecha del 19 de mayo de 2010, el juego ha vendido casi 2,7 millones de copias.
Una característica significativa de la versión original en inglés es que Sigourney Weaver, Stephen Lang y Michelle Rodriguez vuelven a interpretar los mismos papeles que en la película. El casting y la producción de las voces de Avatar: The Game fueron manejados por Blindlight.

## Gameplay
Al principio, al jugador se le permite escoger la apariencia de su personaje de entre una selección de caras pre-definidas, mas no su nombre. Después de que el jugador haya escogido un bando, cada bando que el jugador escoja ofrece diferente modo de juego, diferente selección de armas, diferente selección de habilidades y diferente entorno.
Si se es un soldado, el jugador está equipado con armas de fuego como rifles de asalto, escopetas, lanzagranadas y lanzallamas. El soldado generalmente tiene que eliminar a los enemigos, los cuales son rápidos y resistentes y usualmente corren a la carga contra el jugador, desde lejos. Jugando como un Avatar, el jugador está limitado a portar sólo una ametralladora asignada a Avatars y varias armas primitivas como arcos, ballestas y armas de combate cuerpo a cuerpo. El jugador Avatar usualmente tiene que cargar contra los enemigos puesto que sus armas a distancia; o bien son débiles (la ametralladora), o bien tienen un ritmo de disparo lento (arcos o ballestas), o bien disponen de munición limitada; sin embargo, los humanos enemigos son generalmente frágiles y los soldados básicos de a pie pueden morir de un solo golpe con un garrote. El entorno también reacciona al personaje de modos distintos: muchas plantas pueden atacar al soldado, mientras que el Avatar puede pasar junto a dichas plantas sin sufrir daño. También hay disponible una variedad de vehículos o cabalgaduras para cada raza.
Si la salud del jugador es reducida a cero, éste puede usar una "Recuperación" que restaura su salud completa instantáneamente. Estas Recuperaciones se pueden obtener reuniendo muestras celulares que dejan atrás las criaturas (sean humanos o Na'vi) o plantas muertas, pero solo se pueden llevar cinco Recuperaciones a la vez. El jugador Avatar puede recoger muestras celulares más fácilmente, ya que puede tomarlas de las plantas sin tener que "matarlas". No obstante, si el jugador muere por una caída muy alta, no puede usar Recuperaciones y tendrá que reaparecer en un punto de control, el cual se guarda automáticamente. El juego no ofrece manera alguna de guardar la partida manualmente mientras se juega (sólo se guarda cuando el jugador alcanza ciertos lugares, completa un objetivo, o sale del juego). Un caso especial involucra un punto de control separado del resto cuando el jugador está por decidir con cuál raza jugar; este punto no puede sobreescribirse.

## Desarrollo
El 24 de julio de 2007, se anunció que Ubisoft desarrollaría Avatar: The Game en conjunto con el director James Cameron mientras él filmaba Avatar. Según Cameron, "para la película Avatar estamos creando un mundo rico en carácter, detalle, conflicto y profundidad cultural. Contiene la materia prima para un juego al que los videojugadores más exigentes de hoy querrán poner las manos encima - uno rico en aspecto visual y en ideas, y de jugabilidad desafiante." Si bien Sigourney Weaver, Michelle Rodriguez y Stephen Lang volvieron a prestar sus voces para sus personajes, Sam Worthington y Zoe Saldaña, papeles protagonistas del film, no lo hicieron. El juego fue desarrollado como una adaptación de la película del mismo título, con una línea argumental original y características similares. Los desarrolladores tuvieron carta blanca para trabajar con la película. La idea originalmente vino de la hija de James Cameron (Mary Cameron) y ella había pensado que sería una buena idea crear un juego de la película.
El 27 de agosto de 2009, MovieScore Magazine reportó que el compositor Chance Thomas había sido contratado para escribir la música de Avatar: The Game. Para entonces, no estaba claro si la música contendría porciones de la música original compuesta para la película por James Horner.

## Capacidades del 3D
De acuerdo con Luc Duchaine, gerente de marca internacional sénior del juego, éste requiere una conexión a vídeo HDMI y un monitor capaz de una frecuencia de refrescamiento de 120 Hz para proyectar correctamente los efectos 3D. Sin embargo, en la Official Stereosopic FAQ de los foros oficiales se puede leer lo siguiente: "Avatar: The Game incluye la opción de salida visual en la mayor parte de los formatos 3D estereoscópicos, utilizados por las actuales pantallas "capacitadas para 3D" con 3D estereoscópico". El lanzamiento de la demo para PC confirma que la versión de PC también soporta esta función.
De acuerdo con Neil Schneider, director ejecutivo de la S-3D Gaming Alliance, NVIDIA desarrolló un método de su propiedad para la GeForce 3D Vision de NVIDIA que permite que las imágenes a la izquierda y derecha sean pasadas directamentede del motor del juego a la salida visual de la PC, en forma de buffers cuádruples. Hasta que llegó Avatar, esta fue una limitación que la industria del videojuego criticó ya que se veían forzados a utilizar el controlador de 3D estereoscópico de NVIDIA, cuando preferían tener control total de la experiencia del juego en S-3D. Las soluciones alternativas como monitores iZ3D, pantallas "interlaced", proyectores de salida doble y 3D Checkerboard DLP no requieren esta mejoría, pues los desarrolladores del juego tienen total control sobre la salida de video.

## Recepción
La recepción que tuvo Avatar: The Game fue mixta. Muchos criticaron el gameplay lineal y los controles poco intuitivos. La versión de Wii recibió también puntuaciones mediocres; muchos críticos valoraron como pobres el control de cámara, la frecuencia de fotogramas por segundo y la narrativa, pero el aspecto visual y los controles fueron bien recibidos en comparación.
La versión de PC recibió una metapuntuación de 59 en Metacritic, mientras que las versiones para consolas recibieron un 60 para la versión de Wii, un 60 para la de PlayStation 3 y un 61 para la de Xbox 360.
En IGN, el juego recibió una puntuación "mediocre" de 5.9 para la versión de Wii y una "pasable" de 6.8 para las otras consolas. El juego recibió un 5.5 en GameSpot para las versiones de PC, PS3 y Xbox 360, mientras que la versión de PSP ganó un "pobre" 4.0.
Contrastando con las puntuaciones mediocres dadas por la mayor parte de publicaciones, según Meant To Be Seen (MTBS) a la versión de PC le fue mucho mejor, con una calificación de 8.2 de 10. Su razonamiento fue que las pantallas estereoscópicas para PC ya están disponibles en mayor cantidad. "Dentro de un año o dos, cuando los videojuegos en S-3D sean mucho más comunes, en verdad pienso que Avatar: The Game será un ejemplo regularmente citado, que demuestra cómo se deben hacer las cosas y cuál es el potencial artístico tras los buenos juegos en 3D," declaró el crítico de MTBS.
También, según Gamesradar.com, la versión de Wii sacó 7 de 10, diciendo "A usted le encantará que el mundo boscoso sea hermoso y bellamente realizado, el entretenido sistema de combate enfocado al sigilo, y que en general sea un videojuego de cine sorprendentemente decente". Pero el mismo sitio declaró también "Detestará las grandes cantidades de feas fallas gráficas, el que los frustrantes controles hagan daño a su naturaleza sigilosa, y los objetivos repetitivos."
- Datos: Q1462437